# Aktivist des Siebenjahrplanes

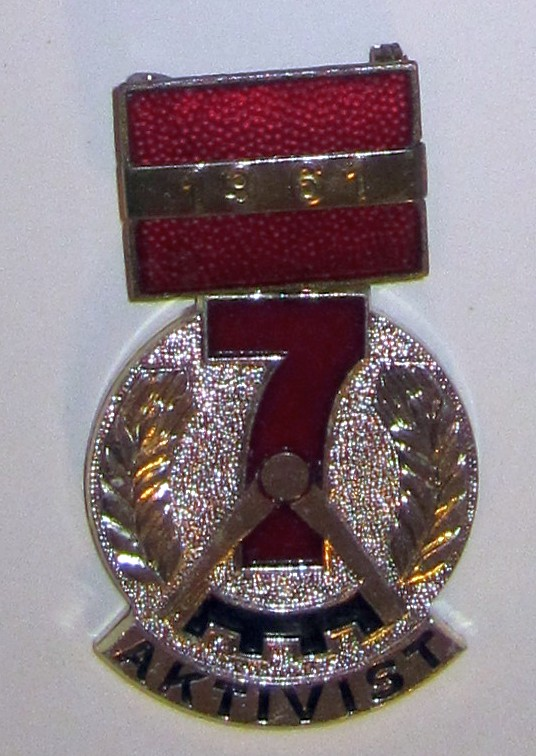
1961

Aktivist des Siebenjahrplanes war eine staatliche Auszeichnung  der Deutschen Demokratischen Republik (DDR), welche in Form eines Ehrentitels mit Urkunde und einer tragbaren Medaille verliehen wurde.

## Geschichte
Vorgänger des am 12. Mai 1960 gestifteten Titels Aktivist des Siebenjahrplanes war der Titel Aktivist des Fünfjahrplanes gewesen. Wie beim Vorgängermodell konnten mit diesem Ehrentitel alle Werktätigen der volkseigenen Betriebe geehrt werden, neu war die Verleihung an Beschäftigte der Privatwirtschaft. Verliehen wurde der Titel bis 1968, eingestellt dann im Laufe des Jahres 1969. Er wurde ersetzt durch den neuen Ehrentitel Aktivist der sozialistischen Arbeit.

## Medaille zum Ehrentitel

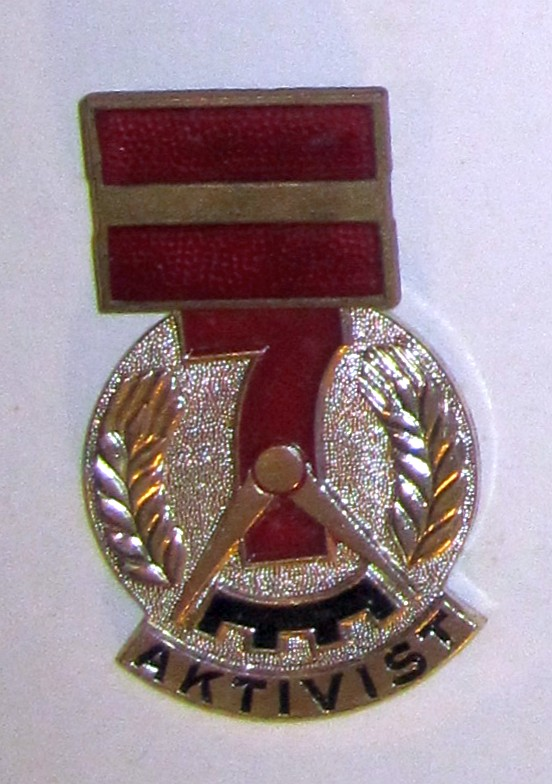
Medaille zum Ehrentitel, 1967

Die goldfarben gehaltene Medaille mit einem runden Mittelteil aus Aluminium, dessen Durchmesser 32 mm ist, zeigt auf ihrem Avers ein nach unten gezogenes Schriftband mit der Aufschrift: AKTIVIST. Darüber ruht das rot emaillierte Mittelfeld mit einer überdimensionalen 7, von der ein Zirkel ausgeht. Die Ziffer wird dabei links und rechts von je einer Ähre flankiert. Unter der Ziffer befindet sich ein Zahnradsegment.
Das Revers zeigt mittig den erhaben geprägten Schriftzug: AUF / SOZIALISTISCHE / ART ZU LEBEN, / ERFORDERT AUF / SOZIALISTISCHE / ART / ZU ARBEITEN. Getragen wurde die Medaille an einer 24,5 × 18,5 mm großen, rot emaillierten Metallspange, die waagerecht und mittig von einem 4 mm breiten goldenen Streifen durchzogen war, auf dem die Jahreszahl (1960–1966) der Verleihung zu sehen ist. Für die Jahre 1967 bis 1969 gab es keine Jahreszahlen mehr, sondern nur noch einen eingeprägten Balken.